# Елліот Пейдж
Елліот Пейдж (англ. Elliot Page; до транспереходу — Еллен Філпоттс Пейдж (англ. Ellen Page); нар. 21 лютого 1987) — канадський актор, продюсер. Здобув популярність завдяки ролі у фільмі «Джуно», за яку був номінований на премії «Оскар» і «Золотий глобус» (2007) та нагороджений преміями «Незалежний дух», «Готем», MTV та іншими.

## Освіта та кар'єра
2005 року закінчив школу Shambhala School у Галіфаксі. Акторську кар'єру почав у 10 років, зігравши в телефільмі «Піт Поні» (Pit Pony), який пізніше виходив як серіал. У титрах своїх перших фільмів актор вказаний повним ім'ям при народженні — Ellen Philpotts-Page (або Ellen Philpotts Page). Отримав номінації на премії Young Artist Award і Gemini Awards. Потім знімався на канадському телебаченні. У 16 років Пейдж уперше зіграв в європейській стрічці — «Лицем до лиця».
Зіграв головну роль у трилері «Льодяник», прем'єра якого відбулася на кінофестивалі Sundance Film Festival у 2005 році. За цю роль Пейдж отримав премію Остінської кінематографічної асоціації (Austin Film Critics Association) в номінації «найкраща актриса» і декілька інших номінацій.
2006 року Пейдж зіграв у кількох стрічках. Виконав роль Кітті Прайд у фантастичному фільмі «Люди Ікс: Остання битва» (також 2014 року — у фільмі «Люди Ікс: Дні минулого майбутнього»). У фільмі «Американський злочин», сюжет якого заснований на реальній історії, зіграв роль Сильвії Лайкенс. Прем'єра відбулась на кінофестивалі Sundance Film Festival у січні 2007 року, реліз на DVD вийшов 2008 року.
Найбільшу популярність Елліоту Пейджу принесла роль у фільмі «Джуно», за яку його було номіновано на премії «Оскар» і «Золотий глобус».
2010 року зіграв помітну роль у фантастичному трилері Крістофера Нолана «Початок».
2019 року на Нетфлікс вийшов серіал-адаптація однойменного коміксу Джерарда Вея «Академія Амбрелла» з Елліотом в одній з головних ролей. Серіал згодом став одним із найбільш комерційно успішних на платформі.

## Особисте життя
Народився жінкою 21 лютого 1987 року в місті Галіфакс, Канада в сім'ї графічного дизайнера Денніса Пейджа й викладачки Марти Пейдж.
З 2006 до літа 2007 року зустрічався з актором Беном Фостером.
14 лютого 2014 року під час свого виступу на конференції, присвяченій правам людини, все ще ідентифікуючи себе тоді цисгендерною людиною, публічно заявив, що є лесбійкою. На початку січня 2018 року одружився з танцівницею Еммою Портнер, про що написав у своєму Instagram. Улітку 2020 пара розсталася, а в січні 2021 року Пейдж подав на розлучення.
1 грудня 2020 року Елліот зробив камінг-аут як трансгендерна й небінарна особа.
У березні 2021 року Елліот Пейдж став першим відкритим трансгендером, який з'явився на обкладинці журналу Time. В інтерв'ю цьому журналу він розказав, що не пам'ятає, відколи почав відчувати себе хлопцем. Але пам'ятає гостре відчуття тріумфу, коли приблизно у 9 років йому вперше дозволили коротко підстригтись. «Після стрижки незнайомі люди нарешті почали сприймати мене таким, яким я бачив себе сам, і це було і правильно, і захопливо». Проте через кілька місяців Пейдж отримав свою першу роль — доньки в шахтарській родині в телевізійному фільмі. Під час фільмування він носив перуку, а потім був змушений відростити волосся. «Я став професійним актором у віці 10 років. І слідування за цією мрією довелося поєднувати з важким компромісом. Звичайно, я повинен був виглядати певним чином». В інтерв'ю актор також поділився, що його мама, донька священника, яка народилась у 1950-х роках, заявила, що пишається своєю дитиною. «Вона хоче, щоб я був тим, ким я є, і повністю мене підтримує». Фотосесія для журналу Time була першою публічною появою після камінг-ауту. На прохання Пейдж фотосесія була проведена фотографом-трансгендером Вінном Ніллі.
Пейдж також зізнався в інтерв'ю, що у 2006—2010 роках (у період появи у фільмах «Люди Ікс: Останній бій» і «Початок») страждав від депресії, підвищеної тривожності та панічних атак. За його словами, він «Не знав, як пояснити людям, що попри те, що я актор, навіть просто одягнувши жіночу футболку я почувався погано». Він відчував себе виснаженим роботою, «просто існувавши», і в цей період не раз думав про те, щоб кинути акторство та завершити кар'єру.

## Громадська активність та погляди
У 2008 році Елліот був одним з 30 знаменитостей, які брали участь у серії онлайн-реклам кампанії США «За Бірму», привертаючи увагу до військової диктатури та порушень прав людини в Бірмі.
У 2010 році Елліот дав інтерв'ю виданню The Guardian, де заявив, що є феміністом і виступає «за вибір» щодо абортів. В інтерв'ю йшлося про фільм з його участю «Джуно», де вагітна підлітка (яку і грав Елліот Пейдж) вирішує народити й віддати дитину на всиновлення. Актор висловився на тему абортів: «Люди такі чорно-білі. Через те, що (Джуно) залишила дитину, всі говорили, що фільм проти абортів. Але якби героїня зробила аборт, усі б сказали: „Боже мій, це пропаганда абортів“. Я фемініст і я повністю за вибір. Але смішно, що коли ви кажете, що за вибір, то інші вважають, що ви за аборти. Я не прихильник абортів. Але я хочу, щоб люди з вагіною мали можливість вибирати. Я не хочу, щоб білі хлопці в законодавчому офісі ухвалювали закони щодо подібних речей».
Елліот Пейдж — веган. У щорічній премії організація «Люди за етичне ставлення до тварин» (PETA) назвала Пейдж і співака та актора Джареда Лето найсексуальнішими вегетаріанцями (у 2014 році).
Пейдж — атеїст. У своєму інтерв'ю видавництву Time він заявив, що «релігію завжди використовують для красивих речей і як спосіб виправдання дискримінації. Особисто я атеїст».

## Фільмографія
| Рік       |    | Українська назва                                   | Оригінальна назва                                        | Роль                              |
| --------- | -- | -------------------------------------------------- | -------------------------------------------------------- | --------------------------------- |
| 2026      | ф  | Одіссея                                            | The Odyssey                                              |                                   |
| 2025      | ф  | Легенда Ная про Золотого дельфіна                  | Naya Legend of the Golden Dolphin                        | Даскі (голос)                     |
| 2019      | с  | Академія Амбрелла                                  | The Umbrella Academy                                     | Ваня / Віктор                     |
| 2019      | с  | Казки міста                                        | Tales of the City                                        | Шона                              |
| 2017      | ф  | Коматозники                                        | Flatliners                                               | Кортні                            |
| 2017      | ф  | Третя хвиля зомбі                                  | The Cured                                                | Еббі                              |
| 2017      | ф  | Мої дні з Мерсі                                    | My Days of Mercy                                         | Люсі Морроу                       |
| 2016      | мф | Віконні коні: Віршована перська епітафія Розі Мінг | Window Horses: The Poetic Persian Epiphany of Rosie Ming | Келлі (голос)                     |
| 2016      | мф | Життя Кабачка                                      | Ma vie de Courgette / My Life as a Courgette             | Розі (голос в англійській версії) |
| 2016      | ф  | Таллула                                            | Tallulah                                                 | Таллула                           |
| 2015      | ф  | Право на спадок                                    | Freeheld                                                 | Стейсі Андрі                      |
| 2015      | ф  | В ліс                                              | Into the Forest                                          | Нелл                              |
| 2014      | кф | Крихітні детективи                                 | Tiny Detectives                                          | Детектив Еллен                    |
| 2014      | ф  | Люди Ікс: Дні минулого майбутнього                 | X-Men: Days of Future Past                               | Кітті Прайд                       |
| 2013      | вг | Beyond: Two Souls                                  | Beyond: Two Souls                                        | Джоді Голмс (голос та прототип)   |
| 2013      | мс | Десь там                                           | Out There                                                | Ембер (голос), 1 епізод           |
| 2013      | ф  | Схід                                               | The East                                                 | Іззі                              |
| 2013      | ф  | Зворушливе почуття                                 | Touchy Feely                                             | Дженні                            |
| 2012      | ф  | Римські пригоди                                    | To Rome with Love                                        | Моніка                            |
| 2012      | с  | Гріфіни                                            | Family Guy                                               | Ліндсі (голос), 1 епізод          |
| 2011      | тф | Тільда                                             | Tilda                                                    | Керолайн                          |
| 2011      | мс | Гленн Мартін                                       | Glenn Martin DDS                                         | Робот-помічник (голос), 1 епізод  |
| 2010      | ф  | Супер                                              | Super                                                    | Ліббі                             |
| 2010      | ф  | Початок                                            | Inception                                                | Аріадна                           |
| 2010      | кф | Котися! Видалені сцени                             | Whip It: Deleted Scene                                   | Блісс Келендер                    |
| 2010      | мф | 2012: Час змін                                     | 2012: Time for Change                                    | камео                             |
| 2010      | ф  | Пікок                                              | Peacock                                                  | Меггі                             |
| 2009      | ф  | Котися!                                            | Whip It                                                  | Блісс Келендер                    |
| 2009      | с  | Сімпсони                                           | The Simpsons                                             | Аляска Небраска (голос), 1 епізод |
| 2008      | ф  | Розумники                                          | Smart People                                             | Ванесса Ветерголд                 |
| 2007      | ф  | Кам'яний ангел                                     | The Stone Angel                                          | Арлін                             |
| 2007      | ф  | Джуно                                              | Juno                                                     | Джуно Макгафф                     |
| 2007      | ф  | Шматочки Трейсі                                    | The Tracey Fragments                                     | Трейсі Берковіц                   |
| 2007      | ф  | Американський злочин                               | An American Crime                                        | Сильвія Лайкенс                   |
| 2006      | ф  | Люди Ікс: Остання битва                            | X-Men: The Last Stand                                    | Кітті Прайд / Примарна Кішка      |
| 2005      | ф  | Обличчя до обличчя                                 | Mouth to Mouth                                           | Шеррі                             |
| 2005      | ф  | Тверда цукерка                                     | Hard Candy                                               | Гейлі Старк                       |
| 2004      | с  | Регенезис                                          | ReGenesis                                                | Ліліт Сендстром, 8 епізодів       |
| 2004      | тф | Кішка-привид                                       | Mrs. Ashboro's Cat                                       | Наталі Мерріт                     |
| 2004      | ф  | Вілбі Надзвичайний                                 | Wilby Wonderful                                          | Емелі Андерсон                    |
| 2004      | тф | Мій віртуальний привид                             | I Downloaded a Ghost (TV Movie)                          | Стелла Блекстоун                  |
| 2003      | ф  | Кохай цього хлопця                                 | Love That Boy                                            | Сюзанна                           |
| 2003      | тф | На грані краху                                     | Going for Broke                                          | Дженніфер Бенкрофт                |
| 2003      | тф | Безпритульні в Гарварді: історія Ліз Мюррей        | Homeless to Harvard: The Liz Murray Story                | Юна Ліз                           |
| 2003      | ф  | Торкайся та йди                                    | Touch & Go                                               | Триш                              |
| 2002      | кф | Коробка плачу                                      | The Crying Booth                                         |                                   |
| 2002      | кф | Сезон дощів                                        | The Wet Season                                           | Джоселін                          |
| 2002      | ф  | Міст Маріон                                        | Marion Bridge                                            | Джоані                            |
| 2001—2002 | с  | Хлопці з Трейлер-парка                             | Trailer Park Boys                                        | Тріна Легей, 5 епізодів           |
| 2002      | с  | Рідо-Голл                                          | Rideau Hall                                              | Гелен, пілотний епізод            |
| 1999—2000 | с  | Піт Поні                                           | Pit Pony                                                 | Меггі Маклін, 29 епізодів         |
| 1997      | тф | Піт Поні                                           | Pit Pony                                                 | Меггі Маклін                      |